# Contea di Xunwu
La contea di Xunwu (寻乌县S, Xúnwū XiànP) è una contea della Cina, situata nella provincia di Jiangxi e amministrata dalla prefettura di Ganzhou.